# Зейналова, Светлана Автандиловна
Светла́на Автанди́ловна Зейна́лова (род. 8 мая 1977, Москва) — российская радио- и телеведущая, младшая сестра журналистки Ирады Зейналовой.

## Биография

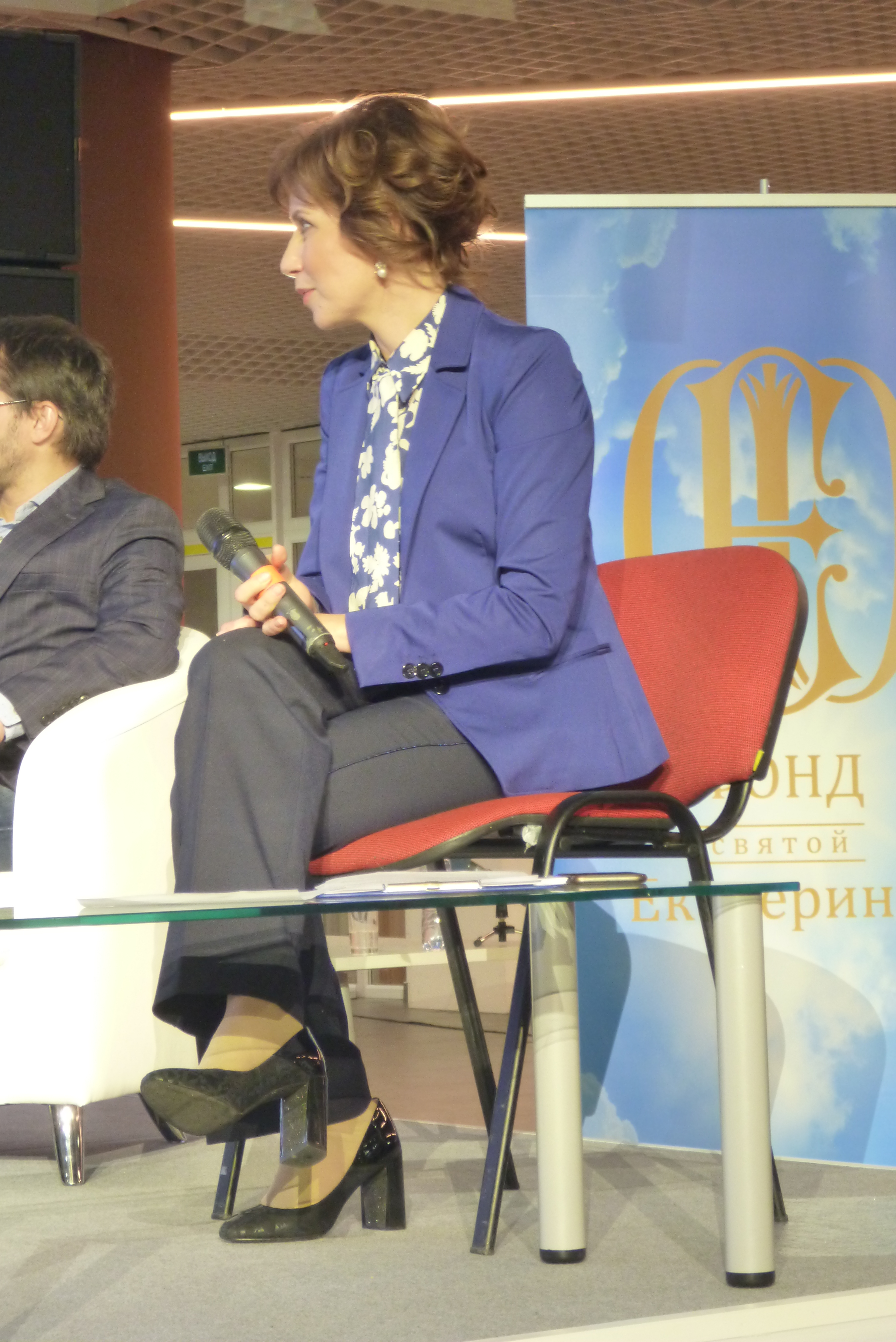
Светлана Зейналова в Екатеринбурге. 23 ноября 2018 года

Родилась в 1977 году в Москве в смешанной семье Зейналовых: отец Автандил Исабалиевич — азербайджанец, мать Галина Алексеевна — русская. Является младшей сестрой Ирады Зейналовой. Отмечается, что по восприятию, воспитанию Светлана больше русская, Ирада — азербайджанка. В 1994—1997 годах училась на факультете педагогики и психологии в Московском педагогическом государственном университете им. Ленина, в 1997—2001 годах — в училище им. Щепкина. Начала с ролей в театре («У Никитских ворот»), потом вела программы на телевидении, на радио.
По данным 2010 года, владела собственным агентством по организации праздников.

### Личная жизнь
Была замужем за бывшим программным директором Радио Maximum Алексеем Глазатовым.
Дочь Александра.

## Карьера

### Работа на радио
- Радио Maximum — утренняя программа «Шоу Бачинского и Стиллавина» (соведущая, продюсер) с сентября 2004 по август 2006 года[3].
- Business FM — «Светские новости» (ведущая).
- Наше радио — утренняя программа «Наше утро» (соведущая, продюсер) с 6 сентября 2010 года[3] по 22 сентября 2014 года; «Тариф Дневной» с 25 мая 2015 года.
- Радио Maximum — вечерняя программа «Кирилоff & Зейналова» с 22 сентября 2014 года по 20 марта 2015 года[источник не указан 3758 дней].

### Работа на телевидении
- ТВ Центр — обозреватель утренней программы «Настроение».
- Первый канал — ведущая утренней телепрограммы «Доброе утро» с 25 февраля 2011 года по настоящее время. Пришла по приглашению Директора креативного планирования Елены Афанасьевой[5].
- Первый канал — соведущая (с Тимуром Соловьёвым) телепрограммы «Добрый день»[6] с апреля по май 2012; с июля по сентябрь 2014 и в апреле 2020 года.
- Первый канал — была участницей телеигры «Жестокие игры»[2]. Также была участницей игры «Форт Боярд».
- Первый канал — с 17 февраля по 28 апреля 2017 года — соведущая телепрограммы «Голос. Дети»[7].
- Первый канал — с 12 октября по 29 декабря 2020 года — соведущая (совместно с Владиславом Чижовым) телепрограммы «Гражданская оборона»[8].

### Фильмография
| Год  |   | Название                                                   | Роль               |
| ---- | - | ---------------------------------------------------------- | ------------------ |
| 2004 | с | Московская сага — в одном эпизоде                          | эпизод             |
| 2008 | с | Тяжёлый песок — в одном эпизоде                            | судья              |
| 2010 | ф | Любовь и прочие глупости, в эпизоде «Любовь с погружением» | Ульяна             |
| 2015 | ф | Боцман Чайка                                               | журналистка Наташа |
| 2017 | ф | Кухня. Последняя битва                                     | ведущая новостей   |